# FK Jedinstvo Bijelo Polje
Der FK Jedinstvo Bijelo Polje ist ein 1922 gegründeter Fußballverein aus der Nord-Ost-montenegrinischen Stadt Bijelo Polje. Spielstätte ist das 4000 Zuschauer fassende Stadion Gradski, was so viel wie Städtisches Stadion bedeutet.

## Geschichte
Der FK Jedinstvo war Gründungsmitglied der Prva Crnogorska Liga, stieg allerdings gleich in der ersten Saison aus dieser ab. In der Folgespielzeit gelang zwar über die Playoffs der direkte Wiederaufstieg, jedoch beendete man die Saison 2008/09 als letzter, wodurch man wieder in die Zweitklassigkeit zurückfiel. Dort hielt man sich bis zur Spielzeit 2011/12, welche man als dritter abschloss und den FK Dečić Tuzi in den Relegationsspielen bezwang. In der Saison 2012/13 spielt der Verein in der Prva Crnogorska Liga.

## Erfolge
Bisher gelang es dem Verein nicht, nationale oder gar internationale Titel zu gewinnen. So ist der größte Erfolg des Vereins der zweimalige Aufstieg in die Prva Crnogorska Liga.